# نقطة الإطلاق (فلم 2021)
نقطة الإطلاق (بالإنجليزية: Trigger Point) فيلم أكشن وإثارة كندي لعام 2021  من إخراج براد تيرنر، وكتبه مايكل فيكرمان. يقوم ببطولته باري بيبر، وكارلو روتا، ولورا فاندرفورت. يتابع الفيلم العميل الخاص نيكولاس الذي يعيش مختبئًا بعد اغتيال أعضاء فريقه، ويعود إلى المنظمة لمساعدة رئيسه السابق في العثور على ابنته المفقودة.
تم تصوير المنتج في خضم جائحة كوفد 19، أصدرت شركة سكرين ميديا الفيلم إلى دور العرض في كندا، والولايات المتحدة في 16 أبريل 2021، وصدر رقميًا في جميع أنحاء العالم في 23 أبريل 2021. قوبل الفيلم بمراجعات سلبية من النقاد عند صدوره.

## طاقم التمثيل
- باري بيبر: في دور نيكولا شو
- كولم فيور: في دور إلياس كين
- إيف هارلو: في دور مونيكا كين
- كارلو روتا: في دور دوايت لوجان
- لورا فاندرفورت: في دور فيونا سنو
- جين ايستوود: في دور ايرين كول
- نازنين كونتراكتور: في دور جانيس كارمايكل
- جريج بريك: في دور ريتشارد بول
- رينبو صن فرانك: في دور ماوس بيس
- كارين روبنسون: في دور كوينتون[6]

## أحداث الفيلم
يغتال شخصاً ما العديد من الأشخاص بكاتم للصوت في نيويورك، وبعد عام واحد، نتابع العميل الأمريكي الخاص المتقاعد نيكولاس شو (باري بيبر) وهو يعيش حياة هادئة في منفاه الاختياري، ويتذكر، جزئيًا، تعرضه للتعذيب على يد جاني مجهول يجبره على إعطاء أسماء زملائه، الذين يطلق عليهم المهاجم النار، قبل أن يتم اتهامهم بالاغتيالات. يلتقى شو مع إلياس كين (كولم فيور)، رئيسه السابق، الذي يخبره أن ابنته، مونيكا (إيف هارلو)، قد اختطفها من يدعى كوينتون (كارين روبنسون). يقوم نيكولاس بإنقاذ مونيكا بعد الهروب من تبادل لإطلاق النار مع بعض الحراس، وسرعان ما تحتجزه مونيكا تحت تهديد السلاح، التي تكشف أنها ووالدها كانا يحاولان القبض على شو لاستعادة المعلومات المشفرة. يستولى شو على سلاحها، ويأخذها إلى الغابة، ويخبرها أن كوينتون كان الجاني المجهول الذي جعله يكشف هويات زملائه عن طريق تخديره؛ تخبر مونيكا شو أنه، في الواقع، ذكر الأسماء قبل تعذيبه وأن المخدرات جعلته ينسى الأحداث، وبعد فترة وجيزة، تهرب مونيكا وتلتقي مع والدها، ويعلم الاثنين أن شو قد محو المعلومات المشفرة.
يعود شو إلى المدينة التي كان يعيش فيها مختبئًا، ويبدأ بفك شفرة نسخة من المعلومات، وفي هذه الأثناء، يبدأ كين في تعقب شو بزيارة المطعم، والمكتبات التي يزورها شو كثيرًا، حيث يلتقي جانيس بالنادلة، ويطلق النار على صاحبة المكتبة التي تعرف هوية شو الحقيقية، وبعد فك تشفير المعلومات، يعلم شو أن كين هو من عذبه، وقام بتخديره لينسى ذكرياته، لكنه فشل في استعادة معلومات كوينتون.
يأخذ كين جانيس رهينة، ويخبر شو مونيكا عن نوايا والدها الحقيقية. يعثر شو على جانيس في سيارة كين، ويبدأ في تعقب كين. يحدث تبادل لإطلاق النار. تصل مونيكا، بعد أن تعلم أن كين هو التي تسبب في وفاة حبيبها خافيير، ويطلق شو النار ويقتل كين قبل أن تفعل مونيكا.
يلتقى شو بعد أيام، في إحدى المدارس، بمعلم كان أيضًا أحد زملائه السابقين. عندما يكشف أنه كان على علم بخطة كين طوال الوقت، يكتشف الجميع احتمال وجود مؤامرة أكبر قبل أن يسحب شو مسدسًا. تنتهي الأحداث وصاحبة المكتبة تتحدث إلى شو عبر الهاتف قبل أن يخبرها شو أنه سيغادر المدينة لبضعة أيام للعمل.

## الإنتاج
كان من المقرر أن يبدأ الإنتاج، في الأصل، في أوائل عام 2020، ولكن تم تعليق التصوير بسبب جائحة كوفد 19. تم الإعلان في 13 أكتوبر 2020، عن انضمام باري بيبر، وكولم فيور إلى فريق عمل الفيلم. بدأ التصوير الرئيسي في 26 أكتوبر 2020، في خضم الوباء، وانتهى في 6 ديسمبر بعد التصوير في مقاطعة هورون، وهاميلتون، وبايفيلد، أونتاريو. الفيلم هو أول فيلم رئيسي يتم تصويره في بايفيلد.
اصدرت شركة سكرين ميديا الفيلم إلى دور العرض في كندا، والولايات المتحدة في 16 أبريل 2021، وصدر رقميًا في جميع أنحاء العالم في 23 أبريل 2021.

## استقبال الفيلم
افتتح الفيلم في 77 دار عرض في 16 أبريل 2021، وحقق 29262 دولارًا في عطلة نهاية الأسبوع الافتتاحية، واحتل المركز الثالث والعشرين في شباك التذاكر.
منح موقع الطماطم الفاسدة الفيلم تقييماً مقداره 29% بناءاً على آراء 14 م النقاد السينمائيين.
منح موقع الناقد الشهير روجر إيبرت الفيلم نصف نجمة من أصل 4 نجوم، وانتقد ناقد الموقع كيني عنوان الفيلم، واستخدامه المفرط للتعرض لشرح نقاط الحبكة، وتغذية بعض الاستياء العنصري، والإنساني العميق من كاتب السيناريو، مشيرًا إلى الفيلم نفسه على أنه «حقيبة سينمائية من ألم».
أشار جوليان رومان على موقع موفي ويب إلى "الوتيرة السريعة، والعنف الحاد" في الفيلم و"التدفق السينمائي إلى حد ما"، لكنه ذكر أيضًا خيبة أمله في قصر مدة العرض".
أجرت سنثيا فيني من الموقع الكندي «كوميك بوك ريسورسيس» (موقع متخصص لتغطية الأخبار، والمناقشات المتعلقة بكتب الكوميكس) تقييمًا للفيلم، وقدمت ملاحظات سلبية حول طوله، وتمثيله، لكنها قالت إن القصة الإجمالية لديها ما يكفي من الإجراءات لتحويلها إلى فيلم.
منح موقع «قاعدة بيانات الأفلام على الإنترنت imdb»، بناءاً على 1.092 من مستخدمي الموقع، متوسطًا مرجحًا للتصويت قدره 4.8 / 10.

## روابط خارجية
- مقالات تستعمل روابط فنية بلا صلة مع ويكي بيانات